# Ніхросил
Ніхроси́л (англ. Nicrosil) — сплав на основі нікелю (Ni), що містить ≈ 14,2 % хрому (Cr) і 1,4 % кремнію (Si) й призначений для використання у термопарах як позитивний електрод у парі з іншим термопарним сплавом — нісилом (тип термопари N за міжнародною класифікацією або ТНН за ДСТУ 2857-94). Коефіцієнт термо-ЕРС такого типу термопари становить 26…36 мкВ/°С.
Термопара ніхросил-нісил ТНН (типу N) призначена для роботи при -270 °С ≤ t ≤ 1300 °С.
Фізичні властивості:
- густина сплаву ρ = 8530 кг/м³,
- температура плавлення 1420 °C,
- питомий електричний опір 1,0 Ом∙мм²/м (при 20 °C),
- температурний коефіцієнт електричного опору α = 90·10-6 К-1 (у діапазоні температур 20...100 °C).

Матеріал термоелектрода демонструє суттєво кращу стабільність термо-ЕРС, порівняно зі сплавом хромель-алюмель (тип K) за рахунок збільшення концентрації хрому у кремнію у нікелі, які перевели процес окиснення матеріалу із внутрішнього міжкристалітного у поверхневий. Захисна плівка оксидів, що утворюється на термоелектродах пригнічує подальше окиснення. Збільшення вмісту хрому у ніхросилі до 14,2 % фактично усунуло зворотну нестабільність, характерну для хромелю. Однак, деякі дослідники все ж спостерігали зворотну нестабільність термопари НН, але її максимум зміщувався до температури 700 °С (у хромелі — 400 °С). Ця нестабільність визначається не структурними перетвореннями малого порядку, а скоріше мікроструктурою металевого зерна сплаву, наявністю домішок, зокрема, утворенням і розпадом у ніхросилі карбідів хрому Cr23C6, залежно від температури.
Відпал термоелектродів при 1100 °С протягом 1…2 год з наступним різким охолодженням на повітрі знімає усі зворотні зміни. Абсолютна величина зворотної нестабільності, у цілому, є меншою, ніж у термопарі типу K (хромель-алюмель).